# Lesbo (film)
Lesbo è un film del 1969 diretto da Edoardo Mulargia.

## Trama
Lila è la moglie di Nick Garrett, un famoso scrittore che è assente per un viaggio di lavoro. La donna decide di concedersi una vacanza in Grecia, a Lesbo. La sua bellezza attira l'attenzione di molti, ma in particolare modo quella di Giorgio Dallas, un dongiovanni alla ricerca di avventure e quella di Celestine, una giornalista di moda. L'arrivo di Nick, molto fedele, ma afflitto da uno stato di impotenza che nessun medico riesce a guarire, ostacola i tentativi di seduzione dei due spasimanti. Nick teme soprattutto Celestine, perché vede la moglie stranamente attirata dalla donna e teme che possa cedere alle sue lusinghe. Preferisce, quindi, pagare Giorgio perché seduca la moglie. Giorgio riesce in ciò facendo ubriacare la donna. Appresa la verità dallo stesso Giorgio, Lila rinfaccia al marito l'azione commessa decisa a fare ritorno dall'amante. Nick, però, trova la forza di allontanare Giorgio e a convincere la moglie a restare con lui.